# 小沢悦子
小沢 悦子（おざわ えつこ、1939年8月16日 - ）は、秋田県出身の日本の女優。

## 出演

### テレビドラマ
- 「特別機動捜査隊」（テレビ朝日）
  - 第266話「日曜日の死角」（1966年11月30日）
  - 第448話「刑事」（1970年6月3日） - 看護婦 役
  - 第512話「高倉主任誕生」（1971年8月25日） - 伊都子 役
  - 第614話「死刑囚のプレゼント」（1973年8月8日） - 早苗 役
  - 第638話「ある夫婦のメロディー」（1974年1月23日） - 淳子 役
  - 第786話「女子高生と野獣」（1976年12月15日） - 主婦 役
- 「五番目の刑事」第3話（1969年10月16日、テレビ朝日） - 明美 役
- 大河ドラマ（NHK）
  - 「樅ノ木は残った」第4話（1970年1月25日） - 宿場の女 役
  - 「元禄太平記」（1975年1月5日 - 12月28日） - 町人 役
  - 「風と雲と虹と」第11話（1976年3月14日） - 女官 役
  - 「花神」第22話（1977年5月29日） - 芸者 役
  - 「黄金の日日」第42話（1978年10月22日） - 侍女 役
  - 「徳川家康」第35話（1983年9月4日） - 侍女 役
  - 「いのち」第1話（1986年1月5日） - ヒサ 役
  - 「春日局」第44話（1989年11月5日） - 長屋の女 役
  - 「翔ぶが如く」第14話（1990年4月15日） - 有村蓮 役
- 「あほんだれ一代」第12話（1971年9月21日、NHK）
- 「伝七捕物帳」第106話（1976年3月23日、日本テレビ）
- 「夜明けの刑事」第83話（1976年9月1日、TBS）
- 「青春の門」第23話（1976年9月8日、TBS）
- 「海峡物語」第19話（1977年8月11日、テレビ朝日）
- 「まひる野」第7話（1977年11月5日、フジテレビ）
- 「白い巨塔」第13話（1978年9月2日、フジテレビ）
- 「噂の刑事トミーとマツ」（TBS）
  - 「噂の刑事トミーとマツ 第1シリーズ」第17話「キン好きトミ好き、マツ嫌い」（1980年1月27日）
  - 「噂の刑事トミーとマツ 第2シリーズ」
    - 第8話「漁港の決闘! 決ったトミーの鯨突き」（1982年3月3日）
    - 第34話「放火魔まて! トミー恐怖の綱わたり」（1982年9月1日）
- 「玉ねぎむいたら…」第15話・第20話（1981年7月10日・8月14日、TBS） - ハナ美容室のママ 役
- 「ザ・ハングマン」（テレビ朝日）
  - 「ザ・ハングマン」第42話「リモコン・ヘリ 空爆処刑」（1981年9月4日）
  - 「ザ・ハングマンII」第1話「処刑人復活 裏で吊して表にさらせ」（1982年6月4日）
- 「私はタフな女」第20話（1981年9月4日、日本テレビ）
- ザ・サスペンス「肉体の処刑 人妻はなぜ胸に花を飾って殺される?」（1982年8月7日、TBS）[1]
- 西武スペシャル「季節が変わる日」（1982年11月4日、日本テレビ）
- 「オサラバ坂に陽が昇る」第3話（1983年5月6日、TBS） - 野上徹也の母 役
- 連続テレビ小説（NHK）
  - 「おしん」第81話（1983年7月6日） - 女中 役
  - 「はね駒」第21話（1986年4月30日） - 料亭の女中 役
  - 「ちゅらさん」 - 近所の人達 役
    - 「ちゅらさん」第149話（2001年9月21日）
    - 「ちゅらさん2」第1話（2003年3月31日）
- 「昨日、悲別で」第7話（1984年4月20日、日本テレビ）
- 「真田太平記」第1話（1985年4月3日、NHK） - 草屋敷の女 役
- 「特捜最前線」第468話（1986年5月29日、テレビ朝日）
- 水曜ドラマスペシャル「アヒルから白鳥になった女」（1987年3月11日、TBS）
- 「とっておきの青春」第8話（1988年2月24日、NHK）
- 花王名人劇場「裸の大将放浪記」第37作（1989年12月3日、フジテレビ） - 鶴の湯温泉の従業員 役
- 「東京ストーリーズ」第13話（1990年1月25日、フジテレビ）
- 「閨閥」（1990年4月7日、TBS）
- 「世にも奇妙な物語」「おれに関する噂」（1991年8月1日、フジテレビ）
- 「大往生」第3話（1996年4月21日、NHK衛星第2テレビジョン）
- 「黄落」（1997年5月1日、テレビ東京）

### アニメ映画
- 「おしん」（1984年3月17日）

## 方言指導
- 「太陽にほえろ!」第208話（1976年7月9日、日本テレビ）
- 「愛の教育」第6話（1980年8月14日、TBS）
- 「なにさまっ!」第5話・第6話（1998年11月8日・11月15日、TBS）